# Mossi (cheval)
Pour les articles homonymes, voir Mossi.
Le Mossi est une race de chevaux originaire du Burkina Faso. 

## Histoire
À la fin du XIXe siècle, le Royaume mossi de Yatenga est le principal fournisseur de chevaux en Afrique de l'Ouest.

## Description
Le Mossi est une variété locale de chevaux africains influencés par le Barbe et le Dongola. Bonnie Lou Hendricks (Université de l'Oklahoma, 1995) le classe parmi les variétés du Dongola.

## Diffusion de l'élevage
Il est classé comme race locale originaire du Burkina Faso dans la base de données DAD-IS. Ses effectifs ne sont pas renseignés. L'étude menée par l'université d'Uppsala en 2007 le signale comme race locale africaine, dont les effectifs sont inconnus.

## Culture
D'après Guy Le Moal (en 1967), « la tradition mossi veut qu'à la mort du Mogho Naba, son cheval soit envoyé à Gambaga ».